# 卡尔·巴里·沙普利斯
卡尔·巴里·沙普利斯（英語：K. Barry Sharpless，1941年4月28日—），美国化学家，前麻省理工學院化學系正教授，兩次獲得諾貝爾化學獎（2001年和2022年），以其在立體選擇性合成和點擊化學方面的工作而聞名。
沙普利斯因“在手性催化氧化反應方面的工作”而獲得2001年諾貝爾化學獎的一半，並“因為點擊化學的發展和生物正交化学”，與卡罗琳·贝尔托西 (Carolyn R. Bertozzi) 和莫滕·梅爾達爾 (Morten P. Meldal) 共同獲得2022年諾貝爾化學獎的三分之一 。 沙普利斯是第五個人（除了兩個組織），與瑪麗·居禮、約翰·巴丁、萊納斯·鮑林和弗雷德里克·桑格一起兩次獲得諾貝爾獎，並且是第三個在同一學科獲得兩個獎項的人（ 在巴丁和桑格之後）。

## 早年生活和教育
沙普利斯於1941年4月28日出生於賓夕法尼亞州的費城。  在他位於新澤西州馬納斯泉河的家庭小屋裡，他的童年充滿了夏天。 沙普利斯就是在這裡培養了他對釣魚的熱愛，並在他的一生中繼續這種熱愛，他在大學度過了暑假，在漁船上工作。  他於 1959 年從 Friends' Central School 畢業， 並在達特茅斯學院繼續學習，於1963年獲得文學學士（B.A.）學位。沙普利斯最初計劃在獲得本科學位後進入醫學院，但他的研究教授說服他繼續接受化學教育。他獲得了博士學位。1968年在斯坦福大學獲得有機化學博士學位，師從 Eugene van Tamelen 。他繼續在斯坦福大學 (1968年–1969年) 與 James P. Collman 一起從事有機金屬化學的博士後研究。沙普利斯然後搬到哈佛大學（1969年-1970年），在康拉德·布洛赫 (Konrad E. Bloch) 的實驗室研究酶學。

## 學術生涯
沙普利斯是麻省理工學院（1970年-1977年、1980年-1990年）和斯坦福大學（1977年-1980年）的教授。 在斯坦福大學期間，沙普利斯發現了'夏普莱斯不对称环氧化反应'(Sharpless epoxidation)，它被用來製造 (+)-disparlure。

## 成就
對不對稱合成的研究廣為人知，較有名的化學反應包括夏普莱斯不对称环氧化反应和夏普莱斯不对称双羟基化反应等。
2001年，他因在手性催化氧化反應（夏普莱斯不对称环氧化反应、夏普莱斯不对称双羟基化反应、夏普莱斯不对称氨羟基化反应）方面的工作而獲得諾貝爾化學獎的一半。 另一半獎金由威廉·斯坦迪什·诺尔斯 (William S. Knowles) 和野依良治 (Ryōji Noyori) 分享（因表彰他們在立體選擇性氫化方面的工作）。
“點擊化學”一詞由沙普利斯於1998年創造，並於2001年由斯克里普斯研究所的沙普利斯、Hartmuth Kolb和M.G. Finn首次完整描述。  這涉及一系列在溫和條件下發生的高度選擇性放熱反應； 最成功的例子是疊氮化物炔烴 Huisgen 環加成反應形成 1,2,3-三唑。
由其引入的有機合成概念点击化学成為了在藥物開發和分子生物學的諸多領域中，目前最為有用和吸引人的合成理念之一。
基於他對点击化学的突出貢獻，湯森路透預測他將二度獲得諾貝爾化學獎。此預測在2022年成真。

## 獎項與榮譽
沙普利斯是兩屆諾貝爾獎獲得者。他因在“手性催化氧化反應”和“點擊化學”方面的工作分別獲得了2001年和2022年諾貝爾化學獎。
2019年，沙普利斯因在“催化不對稱氧化方法的發明、點擊化學的概念和銅催化版本的疊氮化物-乙炔環加成反應的開發”而被授予美國化學會最高榮譽普利斯特里奖。
他是九州大學的傑出大學教授。他擁有KTH 皇家理工學院 (1995年)、慕尼黑工業大學 (1995年)、魯汶天主教大學 (1996年) 和衛斯理大學 (1999年) 的榮譽學位。

## 個人生活
沙普利斯於1965年與扬·迪泽（Jan Dueser）結婚，他們育有三個孩子。1970年，他以助理教授的身份來到麻省理工學院後不久，在一場核磁共振管爆炸的實驗室事故中，他一隻眼睛失明了。 在這次事故之後，沙普利斯強調“在實驗室裡沒有任何時候不戴安全眼鏡的充分藉口。”

## 外部鏈接
- 诺贝尔官方网站巴里·沙普利斯自传 （页面存档备份，存于）